# 宮沢村 (宮城県)
宮沢村（みやざわむら）は、1950年（昭和25年）まで宮城県栗原郡の南部にあった村。現在の大崎市古川宮沢・古川小林・古川桜ノ目・古川川熊にあたる。

## 地理
- 河川：江合川

## 沿革
- 1875年（明治8年）10月17日 - 水沢県による村落統合にともない、宮沢村と小林村が合併して嵯峨村が、桜目村と川熊村が合併して豊岳村が、それぞれ成立。
- 1889年（明治22年）4月1日 - 町村制施行にともない、嵯峨村と豊岳村が合併して新制の宮沢村が発足。
- 1950年（昭和25年）12月15日 - 志田郡荒雄村・志田村と共に志田郡古川町へ編入。古川町は同日付で市制施行し、古川市となる[1]。

## 行政
- 歴代村長

| 代 | 氏名       | 就任                      | 退任                       | 備考 |
| -- | ---------- | ------------------------- | -------------------------- | ---- |
| 1  | 後藤実     | 1889年（明治22年）4月22日 | 1893年（明治26年）4月20日  |      |
| 2  | 石母田成治 | 1893年（明治26年）4月30日 | 1901年（明治34年）4月      |      |
| 3  | 後藤実     | 1901年（明治34年）5月     | 1909年（明治42年）5月      | 再任 |
| 4  | 長沼大四郎 | 1909年（明治42年）5月     | 1921年（大正10年）6月      |      |
| 5  | 小野虎蔵   | 1921年（大正10年）7月     | 1923年（大正12年）7月      |      |
| 6  | 大沢利兵衛 | 1923年（大正12年）9月     | 1927年（昭和2年）9月       |      |
| 7  | 坂井藤輔   | 1927年（昭和2年）9月      | 1933年（昭和8年）3月       |      |
| 8  | 門間正亮   | 1933年（昭和8年）5月      | 1941年（昭和16年）5月      |      |
| 9  | 佐々木庸亮 | 1941年（昭和16年）5月     | 1946年（昭和21年）11月     |      |
| 10 | 草刈内記   | 1947年（昭和22年）4月     | 1950年（昭和25年）12月14日 |      |